# 한스 아스페르거
요한 "한스" 프리드리히 카를 아스페르거(독일어: Johann „Hans“ Friedrich Karl Asperger; 1906년 2월 8일 – 1980년 10월 21일)는 오스트리아의 소아청소년과 의사이다. 자폐 스펙트럼의 일종인 아스퍼거 증후군을 최초로 발표한 사람이기도 하다. 평생동안 300편 이상의 논문을 작성하였으며, 아스페르거 사후 1980년대에 그의 저작들이 재조명되며 명성을 얻었다. 2010년대에 아스페르거가 나치 독일의 암 슈피겔그룬트 병원에서 장애를 가진 아이들을 선별하여 살해하는 데 도움을 주었다는 비판이 제기되었다.

## 생애
제2차 세계 대전동안 아스페르거는 추축국 중 유고슬라비아 전선에서 복무했다. 아스페르거의 남동생은 스탈린그라드에서 죽었다. 전쟁이 끝날 즈음, 아스페르거는 간호사 빅토리네 자크와 함께 아이들을 위한 학교를 세웠으나 학교는 폭격으로 파괴되고, 빅토리네 자크도 죽었다. 아스페르거의 초기 저작들 역시 함께 소실되었다.
아스페르거는 1944년에 자폐성 정신병(autistic psychopathy)을 정의한다. 공감 능력이 부족하고 사회성이 떨어지며 일방향의 소통만 하고, 어떤 대상에 과할 정도로 몰입하며, 어색한 운동기능을 보이는 네 명의 소년을 관찰한 뒤 이들을 자폐성 정신병으로 진단한다. 아스페르거는 이후 그가 자폐성 정신병 환자로 분류했던 아이들 중 일부가 특별한 재능을 꽃피워 천문학 교수가 되는 모습을 본다.:89 아스페르거의 환자 중에는 노벨 문학상 수상자인 엘프리데 옐리네크도 있었다.
아스페르거는 1944년 자폐성 정신병을 발견한 공로로 빈 대학교에서 테뉴어 교수직을 얻는다. 전쟁이 끝난 뒤 빈 대학교 소아과장을 맡아 이후 20년간 근무했다. 그 뒤 인스브루크로 가 근무했으며, 1964년 초에 힌터브륄의 SOS 어린이 마을의 대표직을 맡는다. 1977년에 명예교수가 되었다. 1994년 정신질환 진단 및 통계 편람(DSM)이 네 번째로 개정될 때 아스페르거의 업적을 기념하여 아스퍼거 증후군이라는 질병이 새로이 분류되었으나, DSM-5에서 자폐 스펙트럼의 하위 분류에 포함되었다.